# فرودگاه ستوان خورخه هنریش آرائوز
فرودگاه ستوان خورخه هنریش آرائوز (به انگلیسی: Teniente Jorge Henrich Arauz Airport) یک فرودگاه با کد یاتا TDD است که یک باند فرود آسفالت دارد و طول باند آن ۲۴۰۰ متر است. این فرودگاه در کشور بولیوی قرار دارد و در ارتفاع ۱۵۵ متری از سطح دریا واقع شده است.

## شرکت‌های هواپیمایی و مقصدهای پروازی
| شرکت‌های هواپیمایی              | مقصدهای پروازی |
| ------------------------------ | --- |
| Boliviana de Aviación          | خورخه ویلسترمان، ال آلتو، ویرو ویرو |
| اکوجت                          | کپتن انیبال عرب، خورخه ویلسترمان، گوایارامرین، ال آلتو، ریبرالتا، ویرو ویرو، کاپیتان اوریل لی پلازا                                                |
| TAM - Transporte Aéreo Militar | کپتن انیبال عرب، خورخه ویلسترمان، گوایارامرین، ال آلتو، ریس موریلو، ریبرالتا، روره‌ناباکه، کاپیتان گرمان کویروگا لا گواردیا، ال ترومپیلو، ویرو ویرو |